# Women’s Christian Temperance Union New Zealand

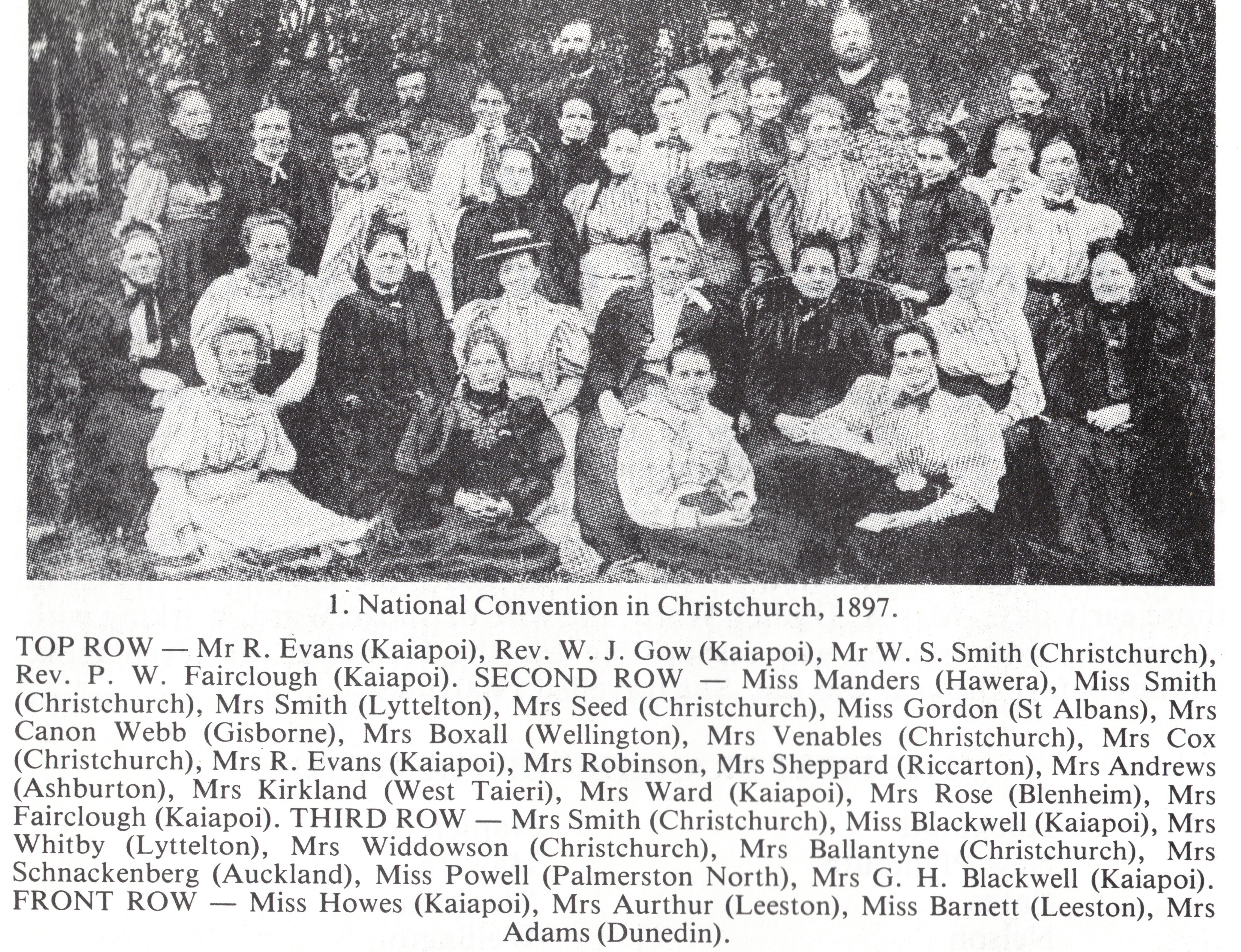
National Convention in Christchurch, 1897

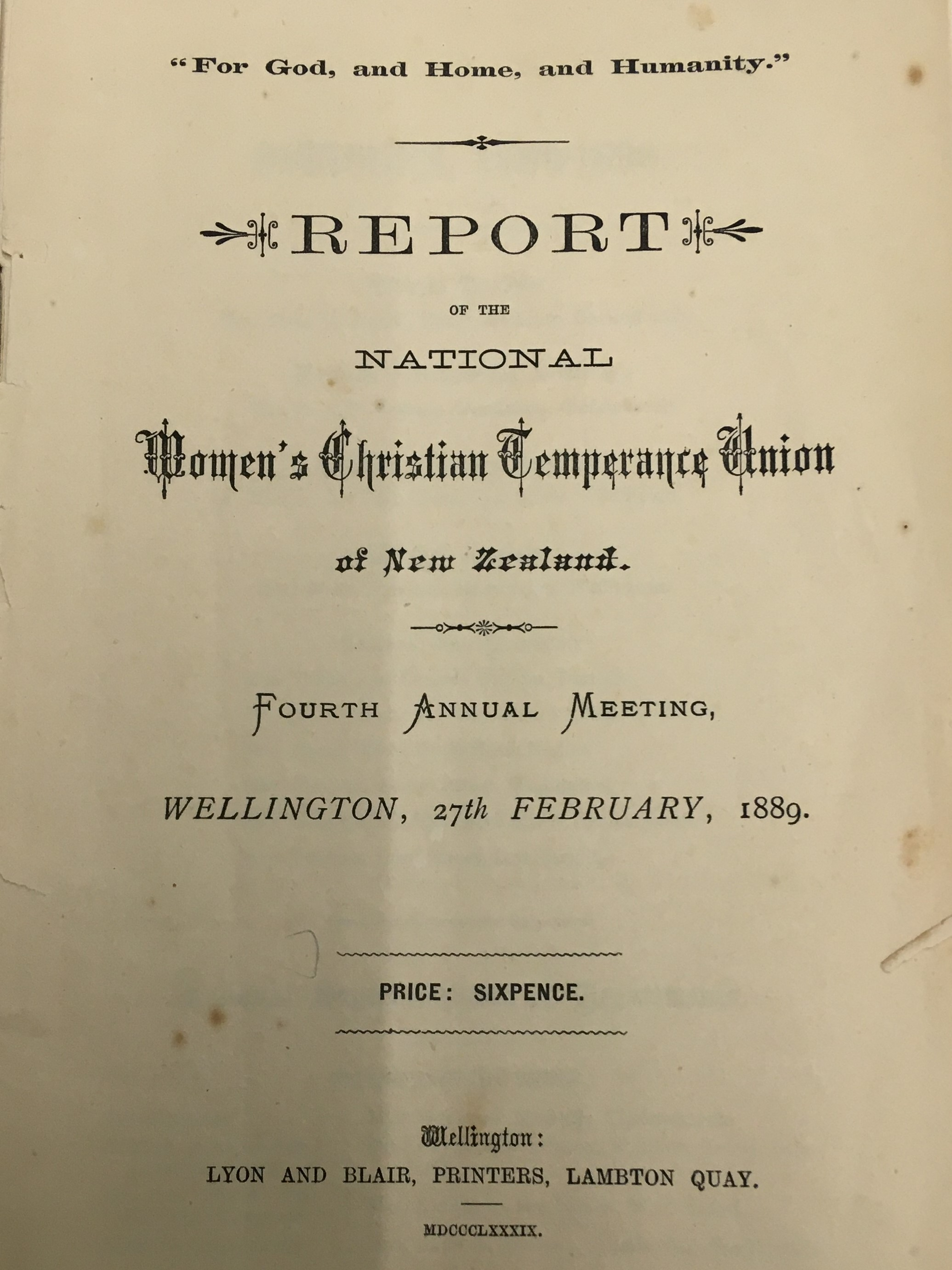
Deckblatt des Reports der Women’s Christian Temperance Union of New Zealand aus dem Jahr 1889

Die Women’s Christian Temperance Union New Zealand (WCTU NZ), manchmal Women’s Christian Temperance Union of New Zealand oder auch New Zealand Women’s Christian Temperance Union geschrieben, ist eine Frauenorganisation in Neuseeland, die bei ihrer Gründung im Jahr 1885 ihr Vorbild in den Vereinigten Staaten hatte und im ausgehenden 19. Jahrhundert dort die größte Frauenorganisation der Vereinigten Staaten war.
Seit der Gründung der WCTU NZ setzten sich die Mitglieder, die in den späten 1920er Jahren mit rund 7700 zahlenmäßig ihren Höhepunkt hatten, für christliche Werte, Mäßigung, sozialen Reformen und der Abschaffung des Handels mit Alkohol und Drogen ein.

## Geschichte
Die Woman’s Christian Temperance Union wurde 1874 in den Vereinigten Staaten gegründet. Doch die Idee dahinter war den neuseeländischen Frauen zu der Zeit nicht fremd. Bereits Mitte des 19. Jahrhunderts verpflichteten sich viele Frauen in den Siedlungen zur Mäßigung und regelmäßig Treffen förderten den Gemeinschaftssinn dazu. 1872 traten Frauen dem Guttempler-Orden bei und im August 1884 wurde eine erste Frauengruppe zur Mäßigung in Invercargill gegründet. Als Frances Willard in den Vereinigten Staaten zur Präsidentin der dortigen Women’s Christian Temperance Union gewählt wurde, initiierte sie eine sogenannte Polyglott-Petition, die von vielen Frauen aller Nationen unterzeichnet werden sollte und über die führenden Politiker in der Welt dazu aufgefordert werden sollten, Alkohol und Opium zu ächten.
In den frühen 1880er Jahren begann Willard Vertreterin ihrer Organisation nach Übersee zu schicken, um das vorgegebene Ziel zu erreichen. Für Australien und Neuseeland wurde dafür Mary Greenleaf Clement Leavitt bestimmt. Leavitt bereiste fünf Monate lang Neuseeland, hielt viele Vorträge und gründete sieben Zweigstellen der Organisation in der Zeit, die erste davon in Auckland. Als Leavitt abreiste übernahm Anne Ward ihre Arbeit in Neuseeland. Nachdem Ward in Folge sieben weitere Zweigstellen im Land gegründet hatte, wurde sie im ersten nationalen Kongress der Organisation im Februar 1886 in Wellington zur ersten Präsidentin der Women’s Christian Temperance Union New Zealand (WCTU NZ) gewählt.
Die WCTU NZ arbeitete mit der im Jahr 1886 gegründeten Partei New Zealand Alliance zusammen, um das Verbot des Handels mit Alkohol zu erreichen. Weitere Themen, mit denen sich die Frauen der WCTU NZ befassten, waren die Jugendarbeit, die Gefängnisarbeit, die Sonntagsschularbeit, die Kleiderreform, das Wahlrecht und vieles mehr. 1894 begann Ellen Anne Hewett sich für die Abstinenz unter den Māori einzusetzen und auf dem ersten Māori-Kongress im Jahr 1911 waren bereits sieben Unterorganisationen vertreten. Hēni Te Kiri Karamū war eine der wichtigsten Vertreterinnen aus der Māori-Community jener Tage.
Die Organisation der neuseeländische WCTU verstand sich als Unterorganisation der WCTU aus den Vereinigten Staaten und darüber verbanden sich die neuseeländischen Frauen mit der internationalen Bewegung der WCTU. Eine ihrer wichtigsten Vertreterin in Neuseeland war Kate Sheppard, die von 1895 an alle zwei Jahre an den international stattfindenden Konferenzen der WCTU teilnahm.

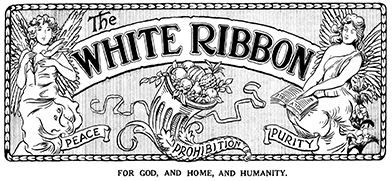
The White Ribbon Banner (1895)

1985 gab die Sektion in Neuseeland auch die Zeitschrift The White Ribbon heraus, dessen erste Herausgeberin Sheppard war. Ihr folgte 1903 bis 1908 Lucy Lovell-Smith. 1965 wurde The White Ribbon in The New Zealand White Ribbon Digest umbenannt. In dieser Zeit orientierte sich die WCTU NZ an neu gesteckten Zielen. So griff die Organisation u. a. das Thema Doppelmoral auf, da männliches und weibliches Sexualverhalten in der Gesellschaft unterschiedlich bewertet wurde und forderten gleiche moralische Standards für alle. Auch die Gleichstellung von Frauen aus Basis des Übereinkommens der Vereinten Nationen zur Beseitigung jeder Form von Diskriminierung der Frau (CEDAW) und die Charta der arbeitenden Frauen, stand in dem Programm ihrer Forderungen. Im Laufe der Jahre nahm der nationale Einfluss der Organisation auf Politik und Gesellschaft ab und die Mitgliederzahlen ebenso. Der The New Zealand White Ribbon Digest wurde im Jahr 2011 eingestellt und durch eine Website, einen Blog und einen Online-Newsletter ersetzt. Doch die Themen blieben, wenn auch vertreten durch eine kleinere Anzahl von aktiven Frauen.

## Themen heute
Der WCTU hat vorgeschlagen, unterstützt und zur Einführung beigetragen:
- den Schutz von Frauen und Kindern zu Hause und am Arbeitsplatz
- das Wahlrecht für Frauen
- Schutzräume für misshandelte Frauen und Kinder
- den Acht-Stunden-Arbeitstag
- Gleicher Lohn für gleiche Arbeit
- Gründung von Kindergärten
- Unterstützung bei der Gründung der PTA
- Bundeshilfe für Bildung
- verschärfte Strafen für Sexualverbrechen an Mädchen und Frauen
- einheitliche Ehe- und Scheidungsgesetze
- Kleiderreform
- Hilfe für Reisende
- Gefängnisreform und Polizeimatrons
- weibliche Polizeibeamte
- Heime und Erziehung für missratene Mädchen
- Förderung der Ernährung
- Reines Lebensmittel- und Arzneimittelgesetz
- Rechtshilfe
- das Recht der Arbeiter, sich zu organisieren
- Passive Demonstrationen und Weltfrieden

Der WCTU hat sich gegen folgende Punkte ausgesprochen und dagegen gearbeitet:
- den Drogenhandel
- den Konsum von Alkohol, Tabak und anderen Drogen
- weiße Sklaverei
- Kinderarbeit
- Armee-Bordelle

## Präsidentinnen der WCTU NZ
- 1885–1887 – Anne Ward
- 1887–1889 – Emma Packe
- 1889–1892 – Catherine Fulton
- 1892–1900 – Annie Schnackenberg
- 1901–1905 – Lily Atkinson
- 1906–1913 – Fanny Cole
- 1914–1920 – Rachel Don
- April 1920 – März 1921 – Priscilla Crabb während Rachel Don auf Reisen war.
- 1921–1926 – Rachel Don
- 1926–1935 – Elizabeth Best Taylor
- 1935–1946 – Jessie Hiett
- 1946–1949 – Cybele Kirk
- 1949–1951 – Catherine M. McLay
- 1952–1958 – Constance Toomer
- 1959–1961 – A. T. Richards
- 1961–1965 – F. A. Rankin
- 1966–1968 – Constance Toomer
- 1969–1990 – Catherine Polglase
- 1991–1995 – Margaret Jackson
- 1996–1996 – Clara Smith
- 1997–1998 – Alma Laurenson
- 1999–2003 – Annette Paterson
- 2004–2009 – Molly Aitchison
- 2010–2011 – Ruth Hillsdon
- 2012–aktuell – Annette Paterson